# Corizus hyoscyami
Corizus hyoscyami es una especie de insecto de la familia Rhopalidae.

## Subespecies
- Corizus hyoscyami hyoscyami (Linnaeus, 1758).
- Corizus hyoscyami nigridorsum (Puton, 1874).

## Distribución
Se encuentra en la mayor parte de Europa; en Gran Bretaña, la especie parece estar extendiéndose hacia el norte, habiéndose registrado en Yorkshire. También está presente en España, Italia, Marruecos y Túnez.